# Le Plessis-Brion

Le Plessis-Brion este o comună în departamentul Oise, Franța. În 1 ianuarie 2022 avea o populație de 1.307 de locuitori.